# Клебанов, Илья Иосифович
Илья Иосифович Клебанов (род. 7 мая 1951, Ленинград) — советский и российский управленец и государственный деятель. Действительный государственный советник Российской Федерации 1 класса.

## Биография
Родился 7 мая 1951 года в городе Ленинграде. Отец, Иосиф Ильич — офицер ВВС СССР; мать, Анна Израилевна, работала в отделении «Госстраха».
В 1969 году поступил в Ленинградский политехнический институт имени М.И. Калинина. Окончил его в 1974 году по специальности «инженер-электрофизик».
Сразу после института по распределению попал на НПО «Электрон», в котором начал свою трудовую деятельность в должности инженера-электрофизика в течение первых трёх лет, до 1977 года.

### Ленинградское оптико-механическое объединение

#### Карьера инженера
В 1977 году продолжил трудовую деятельность на Ленинградском оптико-механическом объединении (ЛОМО) в должности инженера-конструктора. Работая в ЛОМО, женился на работавшей там же Евгении Яковлевне.
Первые большие деньги заработал, подрабатывая на стройке во время отпуска.

Я тогда был уже семейным человеком. Я поехал строить в Ленинградской области с моими друзьями-приятелями одну строительную базу. И заработал по тем временам совершенно фантастические деньги — где-то 2500 рублей. Мы просто её строили с нуля. Я, в частности, работал на гусеничном тракторе. И всему есть документальное подтверждение. Мы нулевой цикл делали, конечно. Потом я через много лет проезжал мимо этой базы — по-моему, её так и не достроили, хотя могу и ошибаться. На те деньги мы кое-чего прикупили, погуляли. Да, эти деньги мне запомнились.

Продвигался по службе, становясь старшим мастером оптического цеха, начальником конструкторского бюро, начальником технологического бюро, заместителем главного технолога.
В период с 1989 по 1990 годы занимал должность главного инженера комплекса медицинской техники и товаров народного потребления ЛОМО.

#### Генеральный директор
В августе 1992 года стал генеральным директором ЛОМО, сменив в этой должности Дмитрия Васильевича Сергеева.
1 октября 1992, взамен упразднённого 30 сентября Совета по предпринимательству при Президенте РФ, был создан по Указу Бориса Ельцина от 30 сентября 1992 года Совет промышленников и предпринимателей при Правительстве РФ. Персональный состав совета утверждён Егором Гайдаром 3 ноября. В состав Совета были включены 25 человек, преимущественно представители так называемого «директорского лобби», в том числе и Илья Клебанов. Председателем Совета стал генеральный директор производственного объединения АвтоВАЗ Владимир Каданников). (16 ноября 1992 Совет был переименован в Совет по промышленной политике при Правительстве России, 25 ноября 1993 ещё раз переименован — в Совет по промышленности и предпринимательству при Совете Министров — Правительстве Российской Федерации, 12 августа 1994 года также упразднён).
В 1993 году ЛОМО было приватизировано и получило название АООТ «ЛОМО». При участии Ильи Клебанова акционерное общество «ЛОМО» в процессе приватизации получило значительные инвестиционные средства, которые позволили начать внедрение на производстве новых технологий. Так многие традиционные направления ЛОМО: микроскопия, эндоскопия, наблюдательные и спектральные приборы были модернизированы к требованиям мирового рынка, что позволило существенно увеличить экспорт продукции ЛОМО.
С 1994 года входил в состав Совета по промышленности и предпринимательству при Президенте России, Совета директоров Промстройбанка России, Совета директоров Российско-американского фонда предпринимательства, член Попечительского совета Фонда Большого драматического театра имени Г. А. Товстоногова.
В декабре 1997 года в связи с назначением первым вице-губернатором Санкт-Петербурга покинул кресло генерального директора открытого акционерного общества «ЛОМО».

### Вице-губернатор Санкт-Петербурга (1998—1999 гг.)
В январе 1998 года назначен первым заместителем губернатора Санкт-Петербурга Владимира Яковлева и принял под своё руководство Комитет экономики и промышленной политики северной столицы.

### В Правительстве Российской Федерации (1999—2003 гг.)

#### Правительство Степашина
19 мая 1999 года Председателем Правительства Российской Федерации утверждён Сергей Степашин. Он стал формировать новый состав правительства и среди прочих включил туда Илью Клебанова. 31 мая 1999 года Клебанов был назначен — заместителем Председателя Правительства Российской Федерации по вопросам военно-промышленного комплекса. Переехал из Санкт-Петербурга в Москву.

#### Правительство Путина
В августе 1999 года произошла смена Председателя Правительства России — вместо Степашина Правительство возглавил Владимир Путин. В первом правительстве Путина Клебанов сохранил свою должность. С 6 сентября также стал первым заместителем председателя Комиссии при Президенте Российской Федерации по военно-техническому сотрудничеству с иностранными государствами.
В январе 2000 года Илья Клебанов заявил о безусловной поддержке генерального директора и генерального конструктора ГУП «ВПК МАПО» Николая Никитина, а ВПК МАПО был преобразован в Российскую самолётостроительную корпорацию «МиГ». При этом «Русская авионика» была лишёна лицензии на разработку продукции военного назначения.
11 февраля 2000 года Республика Беларусь и Российская Федерация заключили межправительственное соглашение о создании на основе российской ФПГ «Оборонительные системы» одноимённой межгосударственной ФПГ, в которую вошли три белорусских предприятия. Председателем совета управляющих ФПГ назначен Илья Клебанов, секретарём — руководитель ОАО «Оборонительные системы» Сергей Батехин.

#### Правительство Касьянова
12 мая 2000 года, после избрания Владимира Путина президентом России, Председателем Правительства был назначен Михаил Касьянов. В правительстве Касьянова Клебанов также сохранил свою должность. Курировал вопросы оборонно-промышленного комплекса и экспорта вооружений.
14 августа 2000 года Илья Клебанов принял руководство Правительственной комиссии по расследованию причин гибели атомной подводной лодки «Курск», которая была создана по Указу Президента России Владимира Путина. В самом начале работы комиссии Клебанов высказал версию столкновения «Курска» с противокорабельной миной времён ВОВ, что, возможно, привело также к детонации торпеды. После выбора официальной версией «взрыва торпеды» предположение отпало само собой. Специалисты, знакомые с прочностными характеристиками АПЛ данного класса, данную версию отвергали изначально.
5 сентября 2000 года сообщалось, что Илья Клебанов, возможно, возглавит Правительственную комиссию по восстановлению Останкинской башни после пожара.
В сентябре Илья Клебанов вмешался в конфликт Бендукидзе-Жаркова по поводу судостроительного предприятия «Красное Сормово».
С 17 октября 2001, в дополнение к должности заместителя председателя правительства РФ, стал министром, возглавив Министерство промышленности, науки и технологий РФ. В этой должности Клебанов заменил Александра Дондукова.
18 февраля 2002 года освобождён от обязанностей заместителя Председателя Правительства России с сохранением при этом должности министра промышленности, науки и технологий.
Весной 2003 года министр Клебанов высказал идею создания интегрированного судостроительного холдинга. Он выступил с инициативой о создании государственного концерна «Невские верфи» на базе ФГУП «Адмиралтейских верфей» и ЦКБ морской техники «Рубин» с последующим присоединением к ним на тот момент уже частных предприятий: входившего в группу компаний ИСТ «Балтийского завода» и принадлежавших холдинговой промышленной компании «Новые программы и концепции» «Северных верфей».

### Полномочный представитель Президента Российской Федерации (2003—2011 гг.)
С 1 ноября 2003 года, покинув должность министра промышленности, науки и технологий (его сменил Андрей Фурсенко), Клебанов был назначен полномочным представителем президента Российской Федерации в Северо-Западном федеральном округе. Вернулся в Санкт-Петербург. 12 ноября 2003 года включён в состав Совета Безопасности Российской Федерации в качестве члена Совета.
Его предшественник на этой должности, Валентина Матвиенко, избранная губернатором Санкт-Петербурга, горячо поддержала это назначение Ильи Клебанова:

«Он, Клебанов, очень хорошо знает округ, военно-промышленный комплекс, судостроение, Санкт-Петербург. Он будет очень полезным для города в решении тех проблем, которые связаны с федеральным центром. Он хороший политик, взвешенный человек, обладает исключительно хорошими человеческими качествами».

Первый заместитель полпреда Александр Беглов (ранее и. о. губернатора Петербурга) тоже одобрил назначение Ильи Клебанова: «Думаю, он справится с этой должностью. И потом, он наш, питерец».
7 мая 2008 года сложил полномочия Президента Российской Федерации Владимир Путин и полномочия Ильи Клебанова в качестве Полномочного представителя Президента, были прекращены. Однако уже 14 мая следующий Президент Российской Федерации Дмитрий Анатольевич Медведев назначил Илью Клебанова своим полномочным представителем в Северо-Западном федеральном округе. А 10 июля 2008 года Дмитрий Медведев, как Президент России, и Илья Клебанов, как его Полномочный представитель, провели первое совещание, темой которого стала демографическая ситуация в регионе.
6 сентября 2011 года Дмитрий Медведев своим Указом освободил Клебанова от обязанностей Полномочного представителя Президента Российской Федерации в Северо-Западном федеральном округе в связи с переходом на другую работу. 14 сентября 2011 года исключён из состава Совета безопасности Российской Федерации.

### Судоходная компания ОАО «Совкомфлот»
В октябре 2011 года Клебанов стал председателем совета директоров компании ОАО «Совкомфлот». С сентября 2019 является членом Совета директоров ПАО «Совкомфлот».

### ПАО «Транснефть»
В 2015 году избран членом Совета директоров ПАО «Транснефть». В мае 2023 года, из-за вторжения России на Украину, попал под санкции Великобритании.

## Семья
Илья Клебанов женат, супруга — Евгения Яковлевна Клебанова. Они познакомились в объединении ЛОМО, где вместе работали.
Имеет двоих детей: дочь Екатерину (род. 1977) и сына Константина (род. 1988).
Дочь окончила Санкт-Петербургский университет экономики и финансов. Замужем за Андреем Праскуриным. В 2000 году у них родился сын. С 2003 года возглавляет ООО «Вирибус» (эта компания является одним из крупных акционеров ОАО «ЛОМО» (16,129 %), в 2004 году владела 4,9 % питерского «Промстройбанка», который впоследствии был продан банку ВТБ). С 2008 года «Вирибус» владеет 38,89 % ООО «Группа ФОР», крупной рыбопромысловой компании, которая располагает десятью судами общей производительностью до 800 тонн рыбопродукции в сутки. Промысел ведётся в северной, северо-восточной и южной частях Атлантики. В 2008 году ООО «Вирибус» попало в центр скандала: чиновники городского комитета по управлению имуществом Санкт-Петербурга попытались выселить арендаторов нескольких помещений на Московском проспекте, и отдать их в аренду ООО «Вирибус».
Сын — окончил Санкт-Петербургский государственный университет информационных технологий, механики и оптики, индивидуальный предприниматель.

## Награды
- Орден «За заслуги перед Отечеством» II степени (9 сентября 2011 года) — за большие заслуги перед государством и многолетнюю добросовестную работу [20].
- Орден Почёта (7 мая 2001 года) — за большой вклад в реформирование и развитие отечественной промышленности[21].
- Орден Святого Месропа Маштоца (Армения, 2004)[22].
- Почётная грамота правительства Российской Федерации (7 мая 2006 года) — за заслуги перед государством и многолетний добросовестный труд[23]
- Почётный знак «За заслуги перед Санкт-Петербургом» (2011 год)[24].
- «Золотой крест» Союза армян России — за выдающийся вклад в укрепление межгосударственных отношений между Россией и Арменией и развитие интеграционных связей[25]

## Классный чин
- Действительный государственный советник Российской Федерации 1 класса (2004)